# Priestley Glacier
Priestley Glacier är en glaciär i Antarktis. Den ligger i Östantarktis. Nya Zeeland gör anspråk på området. Priestley Glacier ligger 32 meter över havet.
Terrängen runt Priestley Glacier är varierad. Priestley Glacier ligger nere i en dal. Trakten är obefolkad. Det finns inga samhällen i närheten. 